# Phạm Nguyễn Du
Phạm Nguyễn Du (范阮攸, 1739 - 1786), tên thật: Phạm Vĩ Khiêm, tự là Hiếu Đức, hiệu: Thạch Động, Dưỡng Hiên; là nhà sử học, nhà thơ Việt Nam thời Lê trung hưng.

## Tiểu sử
ông là người làng Đặng Điền, tổng Đặng Xá, huyện Chân Phúc, trấn Nghệ An (nay là xóm Tiên Lạc, xã Nghi Xuân, huyện Nghi Lộc, tỉnh Nghệ An).
Năm 1773, ông dự thi Hương, đỗ Giải nguyên. Khi chúa Trịnh Sâm cử tướng Hoàng Ngũ Phúc mang quân vào đánh Nam Hà, chiếm được vùng Thuận Hóa (1774), ông nhận lệnh vào đấy giúp việc cho viên tướng này.
Năm 1779, ông đỗ Hội nguyên (Hoàng giáp), cùng khoa với Phạm Quý Thích dưới triều vua Lê Hiển Tông.
Sách Lịch triều tạp kỷ chép: "Tri Hình Phiên Phạm Nguyễn Du (tên cũ là Vĩ Khiêm, người xã Đặng Điền, huyện Chân phúc, đỗ hoàng giáp, Du là chồng chị ruột Nguyễn Hữu Chỉnh)" 
Ông làm quan trải qua các chức: Giám sát ngự sử đạo Hải Dương, Thiêm sai, Đông các Đại học sĩ tại triều. 
Một thời gian sau, ông được về làm Đốc đồng tại quê nhà (Nghệ An). Khi quân Tây Sơn ra Bắc Hà (1786), ông không ra giúp mà lánh vào rừng rồi mất cùng năm đó, lúc 47 tuổi.
Theo di huấn của Phạm Nguyễn Du, người dân và con cháu đã đem thi hài ông an táng tại mảnh vườn nhà, nơi ông đã sinh ra và lớn lên.

## Tác phẩm
Phạm Nguyễn Du có bốn tập thơ đều bằng chữ Hán, đó là: 
- Đoạn trường lục (Chép chuyện đứt ruột)
- Nam hành ký đắc tập (Tập thơ văn ghi những điều sở đắc trên đường đi Nam)
- Độc sử si tưởng (Nghĩ ngợi si ngây lúc đọc sử)
- Thạch Động thi tập (Tập thơ Thạch Động)

Ngoài ra, ông còn viết một số thư, trát, văn tế, bài nghị luận (bàn về nguyên nhân thất bại của chúa Nguyễn); còn cùng với Ngô Thì Sĩ, Ninh Tốn biên soạn sách Đại Việt sử ký tục biên.
Các tác phẩm của Phạm Nguyễn Du hiện vẫn chưa được nghiên cứu đầy đủ. Quyển Thạch Động thi tập, các sách tham khảo đều không cho biết gì, còn ba tác phẩm kia thì chỉ có một ít thông tin như sau:
- Đoạn trường lục cũng giống như Khuê ai lục của Ngô Thì Sĩ, là một tập thơ khóc vợ, được Phạm Nguyễn Du làm từ lúc đưa linh cữu vợ xuống thuyền về quê cho đến khi trở lại Thăng Long. Các bài ở đây, nhìn chung đều có lời lẽ chân thực, thống thiết, đi vào chuyện riêng tư: tình vợ chồng, lòng thương nhớ, nỗi cô đơn... đánh dấu bước phát triển của thơ trữ tình Việt Nam.
- Nam hành ký đắc tập gồm các bài thơ do ông làm và do ông sưu tầm. Ở phần thơ do ông làm khi vào ở Thuận Hóa, đều là những bài phản ánh tình cảnh nhân dân Đàng Trong thời chúa Nguyễn, vạch trần những chuyện thối nát, bất công trong xã hội lúc bấy giờ. Mảng thơ này được xem là có giá trị hơn cả, vì thế ông được xem là một nhà văn hiện thực nổi tiếng ở thế kỷ 18. Phần thơ sưu tầm, ông giới thiệu một số sáng tác của Nguyễn Cư Trinh, Mạc Thiên Tứ, Ngô Thế Lân, Trần Thụy, Phạm Lam Anh, Nguyễn Dưỡng Hạo...Nhờ vậy, sau khi kết hợp với phần văn học trong Phủ biên tạp lục của Lê Quý Đôn, mà đời sau có những tư liệu khá chính xác về văn học miền Nam dưới thời Trịnh-Nguyễn.
- Độc sử si tập là tập thơ vịnh sử, gồm 169 bài (chưa làm xong, vì bận việc nên ông bỏ dở tập thơ), viết trong vòng một tháng, lúc ông đang ở nhà dạy học, vịnh 150 nhân vật, đủ các loại vua chúa, văn thần, võ tướng...từ đời Bàn Cổ đến đời Đường của Trung Quốc.

## Ghi công
Sau khi chôn cất Phạm Nguyễn Du, đền thờ ông cũng được xây dựng cạnh đó 300 mét, tựa lưng vào khối núi Trượng Nhân Phong (còn gọi là núi Lập Thạch).
Hiện nay, Phạm Nguyễn Du được ghi nhận là danh nhân của tỉnh Nghệ An và được xếp trong danh sách các tác gia Việt Nam. Nhà thờ và mộ ông cũng đã được công nhận là Di tích lịch sử-văn hoá cấp quốc gia.
Tên của ông được đặt cho một con đường ở Thị xã Cửa Lò - Tỉnh Nghệ An

## Sách tham khảo
- Nguyễn Lộc, trong Từ điển văn học (bộ mới). Nhà xuất bản Thế giới, 2004, tr. 1361.
- Nhiều người soạn (Huỳnh Lý chủ biên), Hợp tuyển thơ văn Việt Nam (thế kỷ 13-nửa đầu thế kỷ 19). Nhà xuất bản Văn học, 1978, tr. 163.
- Tạ Ngọc Liễn, Danh nhân văn hóa trong lịch sử Việt Nam. Nhà xuất bản Thanh Niên, 2008, tr. 209-213.